# Niels Stary
Niels Stary, (ur. ok. 1064 – zm. 25 czerwca 1134) – król Danii (1104–1134) z dynastii Estrydsenidów.
Syn Swena Estrydsena; dokładna data urodzenia nie jest znana.
Niels na tron wstąpił po śmierci swojego brata Eryka Dobrego, który zginął na Cyprze podczas pielgrzymki. Pomimo że w swoim testamencie Eryk na następcę i na regenta na czas swej nieobecności wyznaczył swego syna Haralda Włócznię, jednak możni siłą wymogli wybór Nielsa.
W 1104 Niels poślubił Małgorzatę, córkę szwedzkiego króla Inge Starszego, wdowę po królu Norwegii Magnusie III. Małgorzatę nazwano Fredkulla (dziewica pokoju), być może z powodu jej intensywnych starań o zgodne stosunki między licznymi dziećmi Swena Estrydsena. Drugą żoną Nielsa została Ulfhilda, wdowa po królu szwedzkim Inge II Młodszym. 
Pierwsze 25 lat rządów Nielsa przebiegło spokojnie i pokojowo. Współpraca króla z kościołem (reprezentowanym wówczas przez arcybiskupa Assera) układała się bardzo dobrze, Niels m.in. zarządził na rzecz kościoła dziesięcinę.
W tym czasie syn Eryka Dobrego, Kanut Lavard, zdobył wysoką pozycję polityczną w Szlezwiku. Syn Nielsa, Magnus Silny (Magnus den Stærke), poczuł się tym faktem zagrożony i uznał Kanuta za swojego konkurenta do tronu. W styczniu 1131 zaprosił Kanuta na przyjacielskie spotkanie w Ringsted, gdzie podstępnie go zamordował. Morderstwo to spowodowało wieloletnią wojnę domową między Nielsem i Magnusem z jednej strony a Erykiem Pamiętnym, bratem Kanuta z drugiej. W 1133 papież Innocenty II odebrał niezależność kościołowi duńskiemu, i przekazał go pod władzę arcybiskupa Hamburga i Bremy. Konsekwencją tego było odwrócenie się arcybiskupa Assera od króla i poparcie Eryka Pamiętnego.
4 czerwca 1134 doszło między przeciwnikami do bitwy pod Fodevig w Skanii. Bitwa skończyła się całkowitą klęską Nielsa i Magnusa. Król zbiegł do Szlezwiku, gdzie został zamordowany 25 czerwca 1134. Na tron Danii wstąpił Eryk II Pamiętny.